# Behördenkennzahl
Jede der rund 6500 Meldestellen in Deutschland hat eigene Behördenkennzahlen, kurz BKZ. Diese bildet die ersten vier Ziffern der Reisepass- bzw. Personalausweisnummer. Die Behördenkennzahlen können sich im Reisepass und Personalausweis unterscheiden, weil diese nur begrenzte Nummernkreise beinhalten. Nach Erschöpfen der jeweiligen Nummernkreise wird eine neue Behördenkennzahl ausgegeben.
Eine offizielle Auflistung wird von den Behörden nicht herausgegeben, weshalb sich diverse Sammelseiten gebildet haben, auf denen Bürger ihre Behördenkennzahl zusammen mit dem Ort melden können.